# Лодышкино (Псковская область)
Лодышкино — деревня в Ядровской волости Псковского района Псковской области.
Расположена на правом берегу реки Кебь, в 4 км от юго-восточной границы Пскова.
| 2001 | 2002 | 2010 |
| ---- | ---- | ---- |
| 8    | →8   | ↗13  |